# Ерика Елисън
Ерика Елисън (на английски: Erica Ellyson) е американска порнографска актриса, еротичен модел и актриса в игрални филми.

## Биография
Родена е на 1 октомври 1984 г. в град Паскагула, щата Мисисипи, САЩ. Израства в град Хърли, Мисисипи.
В училище е член на „Бета клуб“, завършва с най-високи отличия и се занимава активно със софтбол. Посещава колеж по архитектура и дизайн в Сан Диего, където следва за бакалавърска степен по архитектура.
През януари 2007 г. е избрана за любимка на месеца на списание „Пентхаус“, а по-късно е определена за любимка на годината за 2008 г. на това списание. Три пъти е момиче на корицата на „Пентхаус“.
В периода декември 2008 – януари 2009 г. участва в реалити шоу по телевизия NBC.